# Lihovar (Svinov)
Lihovar je soubor budov a obytného domu v ulici Luční v Dubí v okrese Ostrava-město. V roce 2008 byla Ministerstvem kultury České republiky prohlášena kulturní památkou České republiky.

## Historie
Nedaleko železničního nádraží Svinov v obci Dubí byl v roce 1899 Vilémem Grauerem z Opavy postaven lihovar k výrobě a rafinaci líhu z melasy. Výstavbu ve stylu romantického historismu pravděpodobně navrhl opavský stavitel Julius Lundwall. Lihovar byl postupně rozšiřován až do roku 1915. Po sloučení firmy Lihovar Vilém Grauer a syn se společností Spiritusindustrie A.G. Vídeň v roce 1908 patřil mezi nejmodernější v oblasti. Lihovar produkoval čistý líh a vyráběl ether a octan amylnatý. Po druhé světové válce byl znárodněn a zařazen do národního podniku Seliko. V roce 1950 byl modernizován výstavbou kvasírny podle projektu architekta Emila Žitného. Činnost lihovaru byla ukončena v roce 1990. V souvislosti s výstavbou dálnice D47 byla letech 2005–2006 zbourána vrátnice a zrušena železniční vlečka do lihovaru.
V blízkosti lihovaru byla postavena obytná kolonie pro zaměstnance s řadovými domky a úřednickým domem.

## Popis

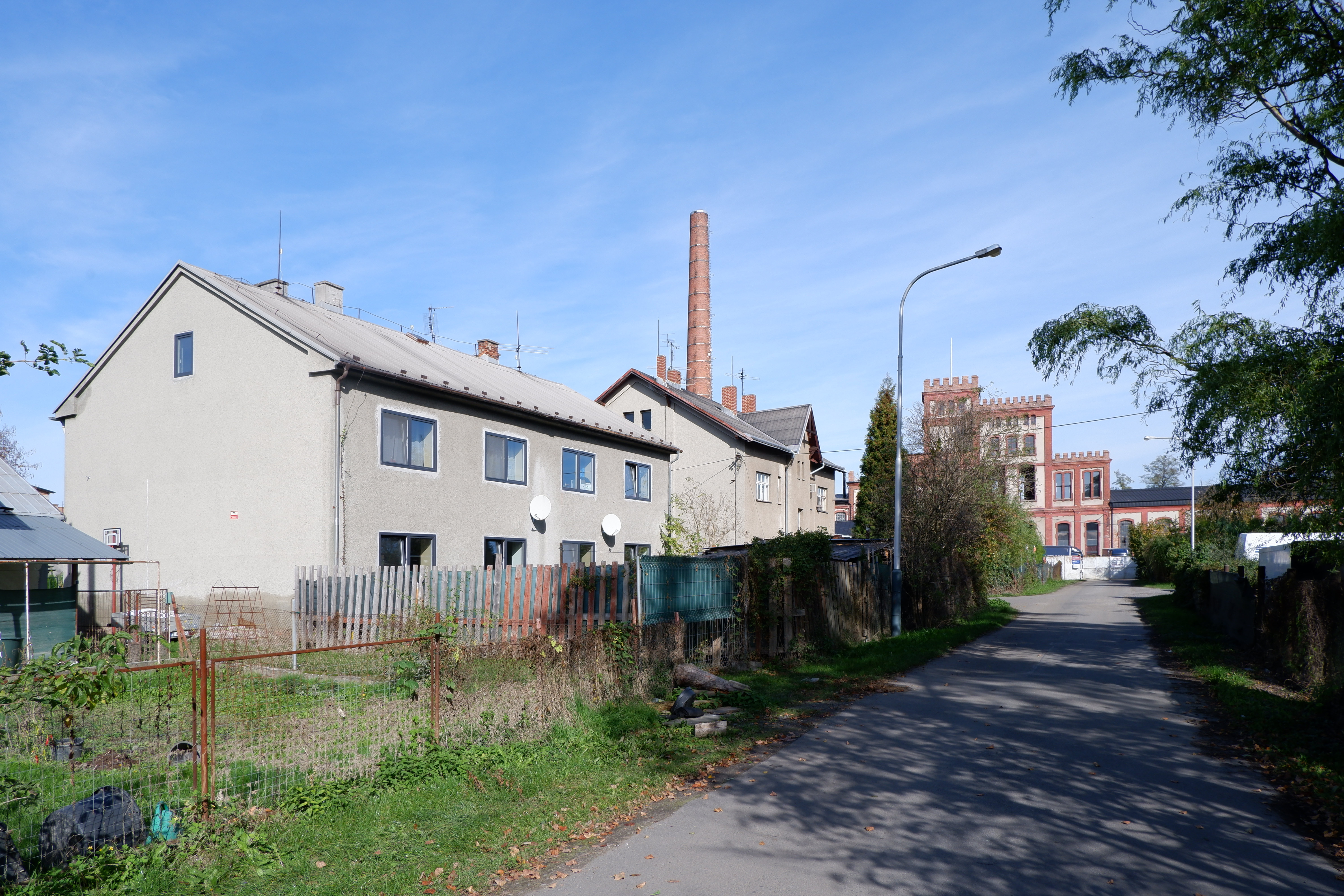
Obytná kolonie u lihovaru

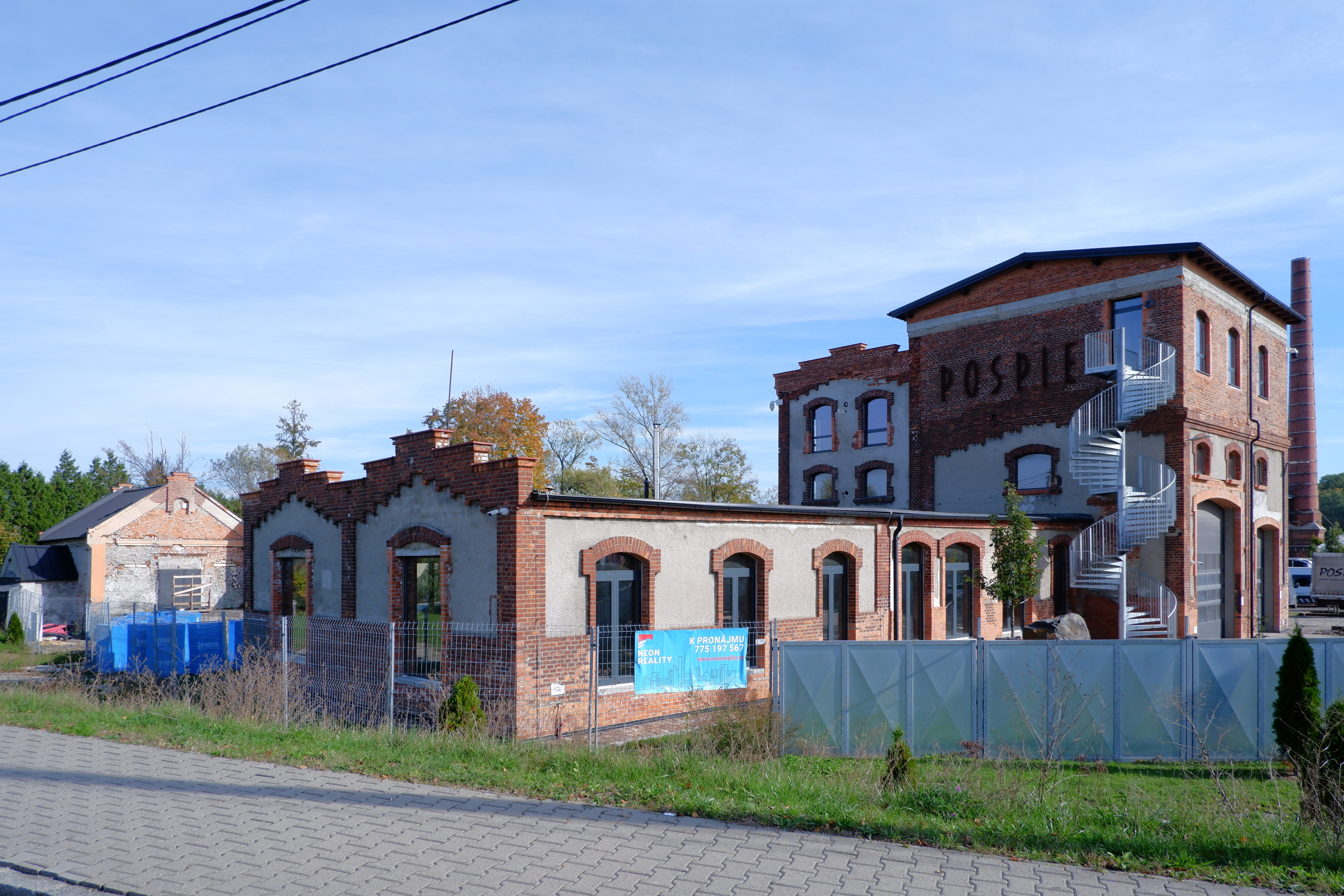
Budovy v západní části areálu

Z areálu lihovaru byly prohlášeny kulturní památkou hlavní výrobní objekt, sklad, kanceláře, zámečnická dílna, kotelna s komínem a obytný dům čp. 172. Ostatní objekty jako laboratoř, sklad MTZ, dílny, stolárna a další včetně obytných domků čp. 194, 169, 168, 170 a 173 (hasičská zbrojnice) památkami prohlášeny nebyly.

### Lihovar se skladem a kancelářemi
Víceúčelová zděná výškově členitá stavba lihovaru se skladem a kancelářemi byla postavena v roce 1899 na půdorysu obdélníku okapovou stranou orientována ke kolejišti vlečky a zakončena sedlovou střechou. Na budovách se využívá střídání omítaných ploch a režného zdiva s plastickými prvky v podobě vystupujících nároží, lizén, říms a šambrán. Rozdílná výška budov lihovaru s romantizujícími fortifikačními prvky v podobě věže s cimbuřím, bašty a jednoosou části se sedlovou střechou vytváří pohledovou dominantu viditelnou při příjezdu po železnici do stanice Svinov.

### Dílna zámečnická s kotelnou a komínem
Objekt dílen z let 1899–1915 je zděná přízemní stavba postavena na půdorysu L se sedlovou střechou krytou plechem. Fasáda je kombinací brizolitové omítané plochy s cihelnými nárožími, lisénami a stupňovitou římsou atikového štítu. Okenní otvory v šambránách jsou druhotně vyplněny v horní polovině luxfery. Kotelna je zděná dvoupatrová budova postavena na půdorysu obdélníku. Sedlovou střechu přesahují trojúhelníkové stupňovité štíty. Okna jsou obdélná vyplněna luxfery. K jihozápadní straně přiléhá válcový komín postavený z neomítaných cihel, jehož základnu tvoří krychle. Je postaven bez ochozu a je vysoký 44 m.

### Obytná budova čp. 172

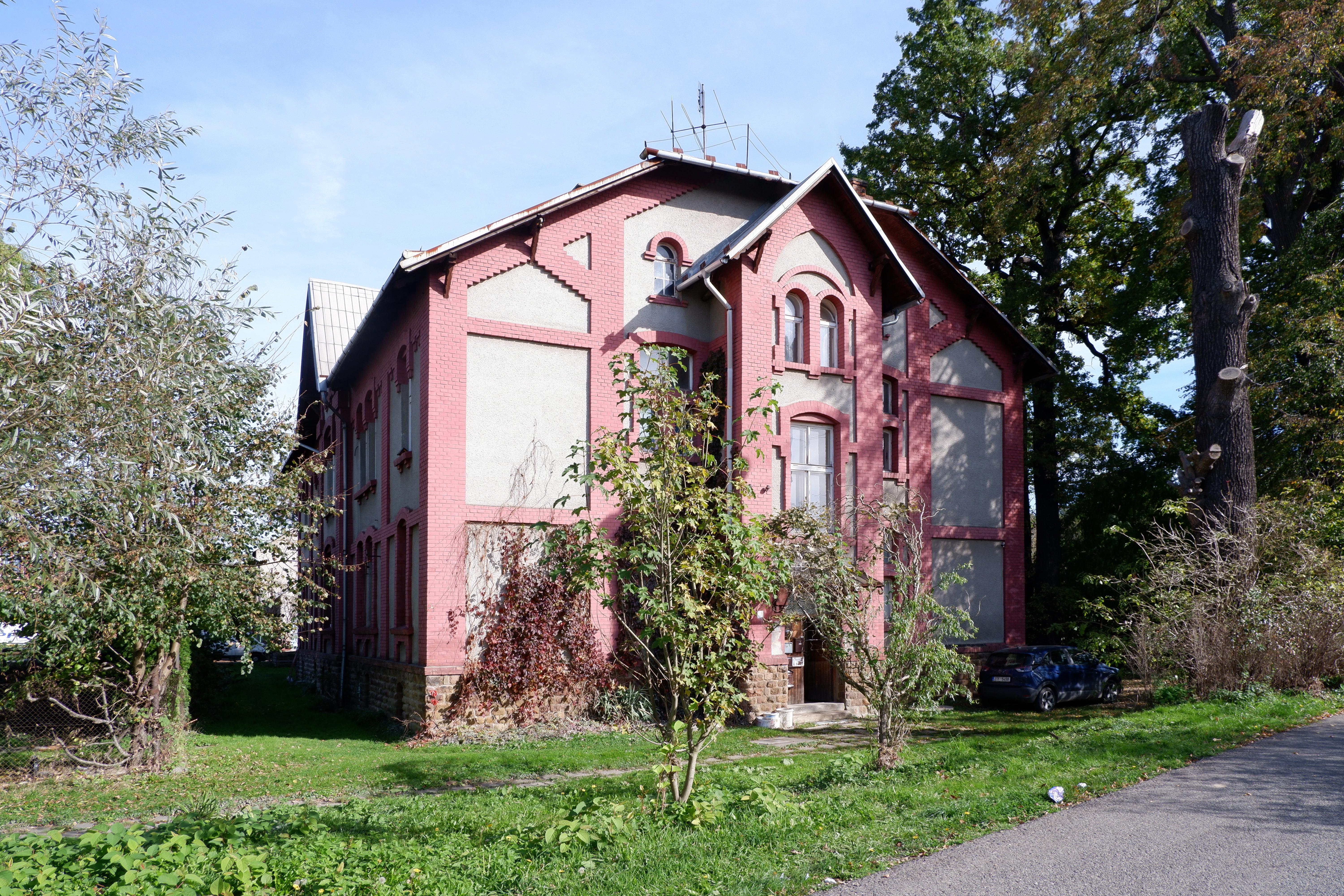
Úřednický dům čp. 172

Úřednický dům čp. 172 je zděná patrová stavba postavena na obdélném půdorysu završena polovalbovou střechou krytou plechem. Podélné a štítové strany prolamují ve střední ose mělké rizality se segmentově ukončenými okny a sedlovou střechou. Okapová strana je dělena sedmi okenními osami se středovým rizalitem. Kamenný sokl je prolomen sklepními okny se segmentovým záklenkem. Přízemní křídlo je postaveno na půdorysu obdélníku s plochou střechou. Omítané brizolitové plochy fasád zdobí v romantizujícím duchu lihovarského komplexu cihelné prvky lizén, nároží, parapetních říms na konzolách a segmentově ukončené šambrány dvojitých sdružených oken s čabrakami v rizalitu a štítech. Objekt je využíván k obytným účelům.